# Canal Aguirre Cerda
El canal (o pasaje) Aguirre Cerda o pasaje Aguirre es un canal que corre al oriente de la isla Lemaire, entre ésta y la costa Danco, en la Antártida, en dirección general NNE-SSW y que constituye el acceso por el NE a bahía Paraíso, en la costa occidental de península Antártica. 
Su nombre corresponde a los apellidos de Pedro Aguirre Cerda, presidente de la República de Chile, quien el 6 de noviembre de 1940 fijó por decreto supremo los límites del Territorio Chileno Antártico. Fue bautizado por la Expedición Antártica Chilena de 1950-1951.
En la orilla oriental de este canal se encuentra la base de la fuerza aérea de Chile Gabriel González Videla, fundada en 1951, donde funcionan también la Capitanía de Puerto de Bahía Paraíso, administrada por la Armada de Chile, un pequeño museo sobre la historia de la base y una tienda de recuerdos. Estas instalaciones atienden el creciente flujo de buques turísticos y yates, que llega a la base debido a la belleza escénica del entorno y la presencia de una colonia de hasta 5.000 pingüinos papúa, en la que destaca un raro linaje de especímenes albinos. La presencia de esta población de aves también ha llevado a restringir el número diario de personas que pueden visitar el lugar.